# والزبورگ (یوتا)
والزبورگ (به انگلیسی: Wallsburg) شهری در ایالت یوتا کشور ایالات متحده آمریکا است که جمعیت آن در سرشماری سال ۲۰۱۰ میلادی، ۲۵۰ نفر بوده‌است.